# إلمو بولتون هنتر
إلمو بولتون هنتر (بالإنجليزية: Elmo Bolton Hunter)‏ هو محامي وقاضي أمريكي، ولد في 23 أكتوبر 1915 في سانت لويس في الولايات المتحدة، وتوفي في 27 ديسمبر 2003.